# Богословский институт святого Иоанна Дамаскина
Балама́ндский Богосло́вский институ́т свято́го Иоа́нна Дамаски́на (араб. معهد القديس يوحنا الدمشقي اللاهوتي‎, англ. St. John of Damascus Institute of Theology, фр. Institut de théologie Saint-Jean-Damascène) — духовное учебное заведение Антиохийской православной церкви, расположенное в Баламандском монастыре. Действует как факультет Баламандского университета.

## История

### Духовная семинария
В 1832 году архимандрит Афанасий (Касир) основал школу для священнослужителей в Баламандском монастыре. На протяжении семи лет здесь преподавались арабский и греческий языки, церковная музыка, догматическое и пастырское богословие. Среди преподавателей того времени был священномученик Иосиф аль-Хаддад. Эта школа долго не просуществовала по той причине, что в её стенах учились, в основном, арабы, получавшие там хорошую образовательную базу, а греческие иерархи, занимавшие в то время главенствующую роль в Антиохийской Церкви, не желали усиления арабских позиций и в конце концов добились закрытия школы в 1840 году.
Её возобновление произошло в 1900 году и стало возможно после избрания в 1899 году на Антиохийский патриарший престол Мелетия II. Надзор за семинарией был вверен митрополиту Триполийскому Григорию (Хаддаду). Школа собрала многих преподавателей, известных своей культурой и благочестием. Учебная программа строилась по образцу русских духовных училищ. В этот период здесь преподавались арабский, греческий, русский и турецкий языки; математика, география, история, физика; эксегеза, гомилетика, церковная музыка, риторика. Лучшие выпускники которой продолжали образование в России.
В начале Первой мировой войны, в 1914 году, школа вновь была закрыта, но частично восстановила свою деятельность в промежутке между двумя Мировыми войнами после интронизации Патриарха Александра III (Тахана).
В 1962 году Патриарх Феодосий VI поручил епископу Латтакийскому Игнатию (Хазиму) руководить деятельностью школы. Его усилиями уровень образования значительно повысился, число студентов удвоилось, выпускники получили доступ к ливанскому бакалавриату 2-й ступени.

### Богословский институт святого Иоанна Дамаскина
Вскоре антиохийский митрополит Северо-Американский Антоний (Башир) принял на себя ведущую роль в устроении высшего богословского образовательного заведения Антиохийской Церкви — первого после почти тысячелетнего перерыва. В 1965 году Баламандская семинария-училище была определена ядром будущего богословского института, был составлен попечительский совет будущего института.
10 августа 1966 году Священный Синод Антиохийской православной церкви принял решение заложить первый камень в здание будущего православного института. 15 августа того же года Патриарх Феодосий совершил торжественную закладку институтского корпуса.
В 1970 году институт под руководством Митрополита Латтакийского Игнатия (Хазима) начал свою работу. 7 октября 1971 года состоялось торжественное открытие, которое возглавил патриарх Илия IV в присутствии членов Синода, президента Ливана, государственных чиновников и многочисленных православных верующих.
Покровителем института был избран особо почитаемый среди православных арабов Иоанн Дамаскин, в день памяти которого в 1974 году состоялся первый выпуск.
26 февраля 1975 года президент Ливана издал декрет о признании и государственной аккредитации Баламандского Православного Богословского института.
В 1975 году, в связи с началом войны в Ливане Богословский институт вынужденно эвакуировался в Салоники. В 1978 году для была создана специальная Синодальная комиссия по надзору за институтом. Институт оставался за границей до 1979 года, после чего смог снова возвратиться на свои земли.
В связи с развитием учебного заведения было решено раздвинуть рамки преподавания сугубо религиозных дисциплин. Патриарх Антиохийский Игнатий IV, после консультаций с епископами и ведущими общественными деятелями принял решение о строительстве на Баламандском холме, полностью находящемся в ведении Антиохийского Патриархата, университета и университетского городка.

### В составе Баламандского университета
4 июня 1988 года по инициативе Антиохийского Патриарха Игнатия IV Президентом Ливанской Республики был издан указ об открытии в монастыре факультета словесности и гуманитарных наук. Был образован Баламандский университет, получивший статус частного, некоммерческого, светского образовательного учреждения. В новосозданный институт на правах учебного подразделения вошла созданная в 1948 году Ливанская академия изящных искусств. Институт богословия имени святого Иоанна Дамаскина продолжил свою деятельность как факультет нового университета.
В состав Баламандского университета, помимо богословского, вошло довольно большое количество других факультетов, на которых готовятся специалисты в области медицины, управления и бизнеса, архитектуры, искусства и других.